# Army Combat Shirt

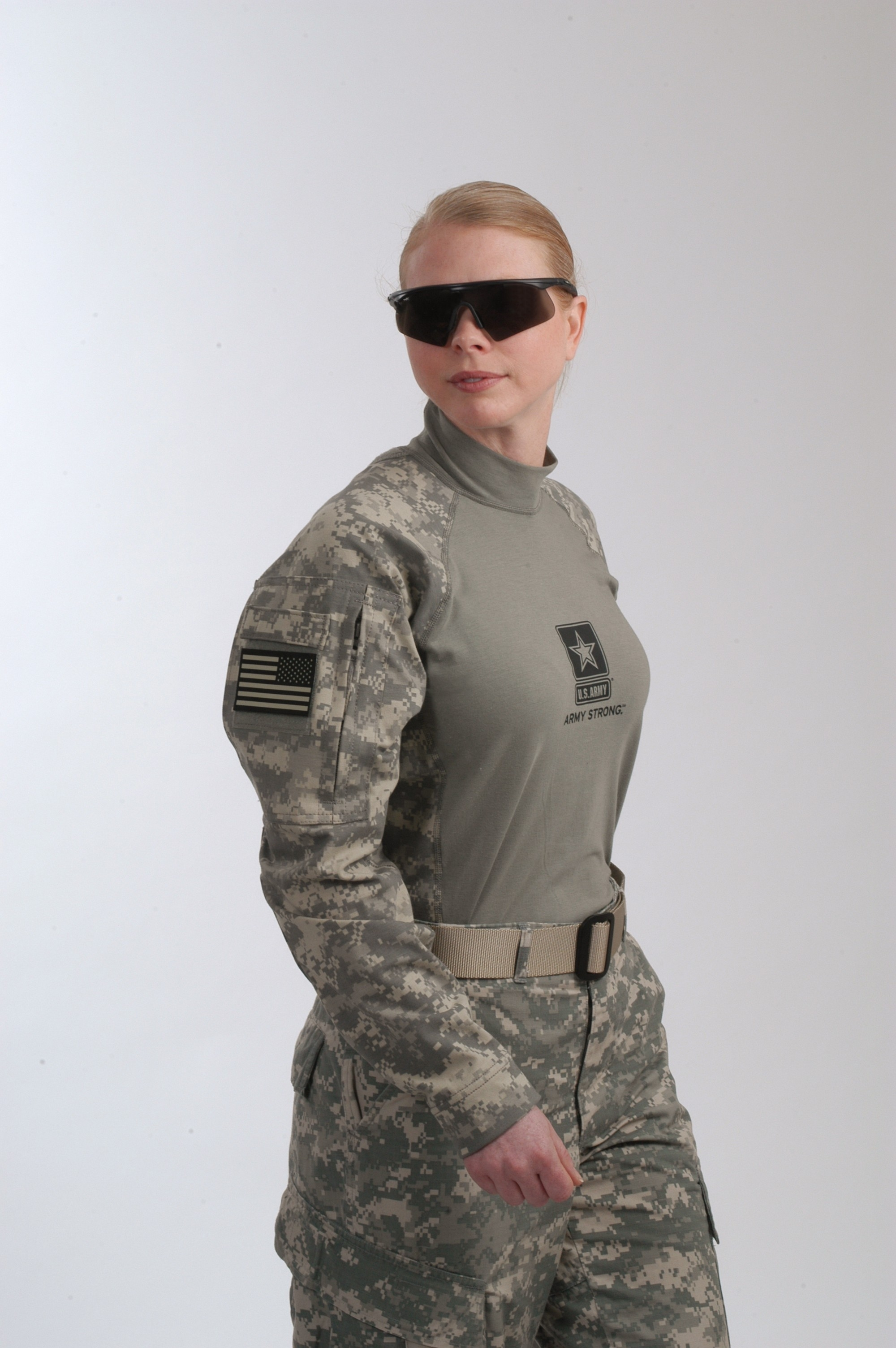
Army Combat Shirt wraz ze spodniami od munduru ACU

Army Combat Shirt (ACS) – combat shirt będący na wyposażeniu żołnierzy US Army. Wykonany z materiału trudnopalnego.
Potrzeba wyposażenia w odzież trudnopalną zwykłych żołnierzy pojawiła się podczas wojny w Afganistanie i stabilizacji Iraku. Do tej pory umundurowanie trudnopalne wydawano głównie załogom pojazdów opancerzonych oraz lotnikom. Jednakże zagrożenie IED spowodowało potrzebę wyposażenie w odzież trudnopalną także żołnierzy pełniących patrole bojowe. Wprowadzono więc umundurowanie ACU w wersji trudnopalnej, oraz ACS jako uzupełnienie munduru polowego.
Army Combat Shirt jest przeznaczony do noszenia pod kamizelką kuloodporną Improved Outer Tactical Vest. W przeciwieństwie do tradycyjnej bluzy mundurowej posiada kieszenie wyłącznie na rękawach (przy noszeniu kamizelki kieszenie umieszczone na tułowiu są niedostępne). W części tułowia zastosowano także inny, cieńszy materiał. W ten sposób osiągnięto dużo lepszą cyrkulację powietrza, zapobiegającą przegrzaniu użytkownika (co jest niezwykle ważne w klimacie gorącym, np. Afganistan czy Irak). Rękawy wykonane są z tkaniny w kamuflażu UCP (o składzie materiałowym: 95% bawełna i 5% spandex), a tułów z tkaniny o właściwościach bakteriobójczych w kolorze foliage green (o składzie materiałowym: 43,5% bawełna, 43,5% wiskoza, 8% spandex i 5% poliester).
Na każdym z rękawów umieszczono kieszeń zamykaną na zamek błyskawiczny. Na wysokości łokci naszyto także wzmocnienie, a na kieszeniach umieszczono rzepy na naszywkę ze stopniem, namepatch oraz flagę.
ACS wykonywany jest w 7 rozmiarach – od X-Small do XXX-Large.